# Liga Mistrzów UEFA (2012/2013)/Faza kwalifikacyjna
Artykuł prezentuje szczegółowe dane dotyczące rozegranych meczów mających na celu wyłonienie grupy drużyn piłkarskich, które wezmą udział w fazie grupowej Ligi Mistrzów UEFA 2012/2013.

## I runda kwalifikacyjna
Do startu w I rundzie kwalifikacyjnej uprawnione jest 6 drużyn, z czego 3 są rozstawione. Losowanie odbyło się 25 czerwca 2012 (godz. 12:00). Pierwsze mecze rozegrano 3 lipca, a rewanże 10 lipca 2012.
| Drużyny rozstawione | Drużyny rozstawione | Drużyny rozstawione | Drużyny rozstawione |
| Drużyna             | Wsp.                | Drużyna             | Wsp.                |
| ------------------- | ------------------- | ------------------- | ------------------- |
| Linfield F.C.       | 2,766               | Valletta FC         | 2,616               |
| F91 Dudelange       | 2,716               |                     |                     |

| Drużyny nierozstawione | Drużyny nierozstawione | Drużyny nierozstawione | Drużyny nierozstawione |
| Drużyna                | Wsp.                   | Drużyna                | Wsp.                   |
| ---------------------- | ---------------------- | ---------------------- | ---------------------- |
| SP Tre Penne           | 0,933                  | B36 Tórshavn           | 0,533                  |
| FC Lusitanos           | 0,700                  |                        |                        |

| Drużyna 1                            | Wynik dwumeczu | Drużyna 2    | Pierwszy mecz | Drugi mecz   |
| ------------------------------------ | -------------- | ------------ | ------------- | ------------ |
| F91 Dudelange                        | 11:0           | SP Tre Penne | 7:0           | 4:0          |
| Valletta FC                          | 9:0            | FC Lusitanos | 8:0           | 1:0          |
| Linfield F.C.                        | 0:0 (k. 4:3)   | B36 Tórshavn | 0:0           | 0:0 (k. 4:3) |
| Po lewej gospodarz pierwszego meczu. |                |              |               |              |

### Pierwsze mecze
| 13 lipca 2012 | F91 Dudelange                                                                          | 7:0   | SP Tre Penne |                                                                    |
| 18:30 CET     | Melisse 25' · Benzouien 29', 53' · Legros 47' · Joachim 51', 90+3' · D’Orsi 78' (sam.) | (2:0) |              | Stade Jos Nosbaum, Dudelange Widzów: 1 070 Sędzia: Alan Mario Sant |

| 23 lipca 2012 | Valletta FC                                                                  | 8:0   | FC Lusitanos |                                                                |
| 19:30 CET     | Caruana 4' · Mifsud 10', 18', 45', 70' · Jhonnattann 17', 23' · E. Agius 72' | (6:0) |              | Hibernians Ground, Paola Widzów: 1 136 Sędzia: Johnny Casanova |

| 33 lipca 2012 | Linfield F.C. | 0:0   | B36 Tórshavn |                                                      |
| 20:45 CET     |               | (0:0) |              | Windsor Park, Belfast Widzów: 1 341 Sędzia: Wim Smet |

### Rewanże
| 110 lipca 2012 | SP Tre Penne | 0:4   | F91 Dudelange                                  |                                                                   |
| 20:30 CET      |              | (0:4) | 28', 34' Joachim · 41' Benzouien · 45+1' Gomez | Stadio Olimpico, Serravalle Widzów: 450 Sędzia: Þorvaldur Árnason |

| 210 lipca 2012 | FC Lusitanos | 0:1   | Valletta FC     |                                                                |
| 19:30 CET      |              | (0:1) | 16' Jhonnattann | Estadi Comunal, Andorra la Vella Widzów: 500 Sędzia: Huw Jones |

| 310 lipca 2012 | B36 Tórshavn                                           | 0:0 (pd.)     | Linfield F.C.                        |                                                           |
| 19:00 CET      |                                                        | (0:0, k. 3:4) |                                      | Gundadalur, Thorshavn Widzów: 1 400 Sędzia: Suren Baliyan |
| 19:00 CET      | · Matras · Danielsen · S.Olsen · Jacobsen · Cieślewicz | Rzuty karne   | · Ervin · Browne · Carville · McCaul | Gundadalur, Thorshavn Widzów: 1 400 Sędzia: Suren Baliyan |

## II runda kwalifikacyjna
Do startu w II rundzie kwalifikacyjnej uprawnione będą 34 drużyny (w tym 3 zwycięzców I rundy), z czego 17 będzie rozstawionych.
    drużyny, które awansowały z I rundy kwalifikacyjnej
| Drużyny rozstawione | Drużyny rozstawione | Drużyny rozstawione | Drużyny rozstawione |
| Drużyna             | Wsp.                | Drużyna             | Wsp.                |
| ------------------- | ------------------- | ------------------- | ------------------- |
| FC Basel            | 53,360              | NK Maribor          | 6,424               |
| BATE Borysów        | 29,641              | FK Ventspils        | 5,674               |
| Red Bull Salzburg   | 29,265              | Slovan Liberec      | 5,570               |
| Dinamo Zagrzeb      | 24,774              | Śląsk Wrocław       | 5,483               |
| MŠK Žilina          | 14,974              | HJK Helsinki        | 5,326               |
| Partizan Belgrad    | 14,350              | AEL Limassol        | 5,099               |
| Helsingborgs IF     | 12,680              | Ekranas Poniewież   | 4,875               |
| Sheriff Tyraspol    | 9,849               | Zestaponi           | 4,733               |
| Debreceni VSC       | 7,950               |                     |                     |

| Drużyny nierozstawione      | Drużyny nierozstawione | Drużyny nierozstawione | Drużyny nierozstawione |
| Drużyna                     | Wsp.                   | Drużyna                | Wsp.                   |
| --------------------------- | ---------------------- | ---------------------- | ---------------------- |
| Shamrock Rovers             | 4,475                  | Valletta FC            | 2,616                  |
| Hapoel Ironi Kirjat Szemona | 4,400                  | Budućnost Podgorica    | 2,375                  |
| Molde FK                    | 3,935                  | Flora Tallinn          | 2,283                  |
| FK Željezničar              | 3,683                  | Neftçi PFK             | 2,241                  |
| KR                          | 3,566                  | Szachtior Karaganda    | 1,816                  |
| Łudogorec Razgrad           | 2,850                  | Skënderbeu Korcza      | 1,783                  |
| The New Saints F.C.         | 2,799                  | Wardar Skopje          | 1,133                  |
| Linfield F.C.               | 2,766                  | Ulis Erywań            | 0,941                  |
| F91 Dudelange               | 2,716                  |                        |                        |

| Drużyna 1                            | Wynik dwumeczu | Drużyna 2                   | Pierwszy mecz | Drugi mecz |
| ------------------------------------ | -------------- | --------------------------- | ------------- | ---------- |
| Skënderbeu Korcza                    | 1:3            | Debreceni VSC               | 1:0           | 0:3        |
| NK Maribor                           | 6:2            | FK Željezničar              | 4:1           | 2:1        |
| MŠK Žilina                           | 1:2            | Hapoel Ironi Kirjat Szemona | 1:0           | 0:2        |
| BATE Borysów                         | 3:2            | Wardar Skopje               | 3:2           | 0:0        |
| AEL Limassol                         | 3:0            | Linfield F.C.               | 3:0           | 0:0        |
| Shamrock Rovers                      | 1:2            | Ekranas Poniewież           | 0:0           | 1:2        |
| Flora Tallinn                        | 0:5            | FC Basel                    | 0:2           | 0:3        |
| The New Saints F.C.                  | 0:3            | Helsingborgs IF             | 0:0           | 0:3        |
| HJK Helsinki                         | 9:1            | KR                          | 7:0           | 2:1        |
| Molde FK                             | 4:1            | FK Ventspils                | 3:0           | 1:1        |
| F91 Dudelange                        | 4:4 (b.wyj.)   | Red Bull Salzburg           | 1:0           | 3:4        |
| Slovan Liberec                       | 2:1            | Szachtior Karaganda         | 1:0           | 1:1 (pd.)  |
| Łudogorec Razgrad                    | 3:4            | Dinamo Zagrzeb              | 1:1           | 2:3        |
| Neftçi PFK                           | 5:2            | Zestaponi                   | 3:0           | 2:2        |
| Ulis Erywań                          | 0:2            | Sheriff Tyraspol            | 0:1           | 0:1        |
| Valletta FC                          | 2:7            | Partizan Belgrad            | 1:4           | 1:3        |
| Budućnost Podgorica                  | 1:2            | Śląsk Wrocław               | 0:2           | 1:0        |
| Po lewej gospodarz pierwszego meczu. |                |                             |               |            |

### Pierwsze mecze
| 117 lipca 2012 | Skënderbeu Korcza | 1:0   | Debreceni VSC |                                                                    |
| 20:30 CET      | Plaku 65'         | (0:0) |               | Stadiumi Skënderbeu, Korcza Widzów: 4 500 Sędzia: Nikołaj Jordanow |

| 218 lipca 2012 | NK Maribor                                     | 4:1   | FK Željezničar |                                                               |
| 20:00 CET      | Berić 47', 76' · Mezga 67' (k) · Tavares 90+2' | (0:1) | 15' Adilović   | Ljudski vrt, Maribor Widzów: 10 251 Sędzia: Thorsten Kinhöfer |

| 317 lipca 2012 | MŠK Žilina | 1:0   | Hapoel Ironi Kirjat Szemona |                                                                        |
| 19:30 CET      | Piaček 82' | (0:0) |                             | Štadión pod Dubňom, Żylina Widzów: 4 281 Sędzia: César Muñiz Fernández |

| 418 lipca 2012 | BATE Borysów                            | 3:2   | Wardar Skopje                   |                                                              |
| 18:00 CET      | Mazalewski 41' · Radzionau 90+2', 90+4' | (1:0) | 54' Kostovski · 62' Stjepanowiḱ | Stadion Miejski, Borysów Widzów: 5 180 Sędzia: Olivier Thual |

| 518 lipca 2012 | AEL Limassol                       | 3:0   | Linfield F.C. |                                                                   |
| 19:00 CET      | Vouho 16' · Ouon 30' · Dickson 54' | (2:0) |               | Stadion Tsirion, Limassol Widzów: 5 904 Sędzia: Ken Henry Johnsen |

| 617 lipca 2012 | Shamrock Rovers | 0:0   | Ekranas Poniewież |                                                                   |
| 21:00 CET      |                 | (0:0) |                   | Tallaght Stadium, Dublin Widzów: 4 800 Sędzia: Mattias Gestranius |

| 717 lipca 2012 | Flora Tallinn | 0:2   | FC Basel            |                                                               |
| 17:45 CET      |               | (0:2) | 65', 87' (k) A.Frei | A. Le Coq Arena, Tallinn Widzów: 3 123 Sędzia: Mauro Bergonzi |

| 817 lipca 2012 | The New Saints F.C. | 0:0   | Helsingborgs IF |                                                                |
| 20:15 CET      |                     | (0:0) |                 | Park Hall, Oswestry Widzów: 1 048 Sędzia: Sébastien Delferiere |

| 917 lipca 2012 | HJK Helsinki                                                                 | 7:0   | KR |                                                               |
| 18:00 CET      | Mäkelä 13', 78', 83' · Väyrynen 20' (k) · Pohjanpalo 48', 68' · Schüller 57' | (2:0) |    | Sonera Stadium, Helsinki Widzów: 6 327 Sędzia: Harald Lechner |

| 1018 lipca 2012 | Molde FK                        | 3:0   | FK Ventspils |                                                         |
| 20:45 CET       | Angan 53', 83' · Forren 74' (k) | (0:0) |              | Aker Stadion, Molde Widzów: 7 428 Sędzia: Ivan Kružliak |

| 1117 lipca 2012 | F91 Dudelange | 1:0   | Red Bull Salzburg |                                                                  |
| 18:30 CET       | Joachim 75'   | (0:0) |                   | Stade Jos Nosbaum, Dudelange Widzów: 1 600 Sędzia: Anar Salmanov |

| 1217 lipca 2012 | Slovan Liberec | 1:0   | Szachtior Karaganda |                                                             |
| 19:00 CET       | Hadaščok 23'   | (1:0) |                     | Stadion u Nisy, Liberec Widzów: 5 500 Sędzia: Aleksei Eskov |

| 1318 lipca 2012 | Łudogorec Razgrad | 1:1   | Dinamo Zagrzeb |                                                               |
| 20:00 CET       | Marcelinho 67'    | (0:0) | 90+3' Rukavina | Ludogorets Arena, Razgrad Widzów: 4 000 Sędzia: Radek Příhoda |

| 1417 lipca 2012 | Neftçi PFK                                 | 3:0   | Zestaponi |                                                      |
| 18:00 CET       | Imamverdiyev 22' · Wobay 24' · Canales 63' | (2:0) |           | Dalga Arena, Baku Widzów: 5 200 Sędzia: Marius Avram |

| 1517 lipca 2012 | Ulis Erywań | 0:1   | Sheriff Tyraspol |                                                                 |
| 17:00 CET       |             | (0:0) | 61' Gheorghiev   | Stadion Hanrapetakan, Erywań Widzów: 3 000 Sędzia: Tamás Bognár |

| 1617 lipca 2012 | Valletta FC | 1:4   | Partizan Belgrad                                     |                                                            |
| 20:45 CET       | Mifsud 66'  | (0:3) | 6' Tomić · 33' Iwanow · 42' S.Šćepović · 71' Ostojić | Hibernians Ground, Paola Widzów: 1 436 Sędzia: Liran Liany |

| 1718 lipca 2012 | Budućnost Podgorica | 0:2   | Śląsk Wrocław             |                                                                     |
| 20:45 CET       |                     | (0:1) | 19' Elsner · 49' (k) Mila | Stadion Pod Goricom, Podgorica Widzów: 6 150 Sędzia: Clément Turpin |

### Rewanże
| 124 lipca 2012 | Debreceni VSC                  | 3:0   | Skënderbeu Korcza |                                                                 |
| 20:00 CET      | Coulibaly 12', 87' · Varga 58' | (1:0) |                   | Városi Stadion, Nyíregyháza Widzów: 8 500 Sędzia: Kristo Tohver |

| 224 lipca 2012 | FK Željezničar | 1:2   | NK Maribor                |                                                                |
| 21:00 CET      | Kvesić 59'     | (0:1) | 20' Ibraimi · 86' Tavares | Stadion Koševo, Sarajewo Widzów: 10 000 Sędzia: Danny Makkelie |

| 324 lipca 2012 | Hapoel Ironi Kirjat Szemona          | 2:0   | MŠK Žilina |                                                                  |
| 18:30 CET      | Leitner 71' (sam.) · Abu Chacira 78' | (0:0) |            | Kiryat Eliezer Stadium, Hajfa Widzów: 3 050 Sędzia: Serhiy Boiko |

| 425 lipca 2012 | Wardar Skopje | 0:0   | BATE Borysów |                                                                                        |
| 20:00 CET      |               | (0:0) |              | Arena Narodowa im. Filipa II Macedońskiego, Skopje Widzów: 28 500 Sędzia: Paolo Valeri |

| 525 lipca 2012 | Linfield F.C. | 0:0   | AEL Limassol |                                                                |
| 20:45 CET      |               | (0:0) |              | Windsor Park, Belfast Widzów: 995 Sędzia: Martin Strömbergsson |

| 624 lipca 2012 | Ekranas Poniewież             | 2:1   | Shamrock Rovers |                                                                     |
| 19:00 CET      | Anđelković 45' · Kymantas 63' | (1:0) | 90+2' McCabe    | Aukštaitijos Stadion, Poniewież Widzów: 3 100 Sędzia: Slavko Vinčić |

| 724 lipca 2012 | FC Basel                | 3:0   | Flora Tallinn |                                                             |
| 20:00 CET      | Zoua 9', 30' · Díaz 63' | (2:0) |               | St. Jakob-Park, Bazylea Widzów: 20 444 Sędzia: Artur Soares |

| 825 lipca 2012 | Helsingborgs IF                  | 3:0   | The New Saints F.C. |                                                        |
| 19:15 CET      | Atta 8' · Sørum 26' · Santos 89' | (2:0) |                     | Olympia, Helsingborg Widzów: 5 613 Sędzia: Alain Bieri |

| 924 lipca 2012 | KR          | 1:2   | HJK Helsinki              |                                                        |
| 21:15 CET      | Atlason 74' | (0:0) | 66' Sadik · 72' Lindström | KR-völlur, Reykjavík Widzów: 561 Sędzia: Steven McLean |

| 1024 lipca 2012 | FK Ventspils | 1:1   | Molde FK   |                                                                    |
| 17:30 CET       | Kurakins 24' | (1:1) | 37' Eikrem | Stadion Olimpijski, Windawa Widzów: 1 500 Sędzia: Szymon Marciniak |

| 1124 lipca 2012 | Red Bull Salzburg                                            | 4:3   | F91 Dudelange                    |                                                                  |
| 18:00 CET       | Jantscher 28' · Hinteregger 37' · Cristiano 81' · Zárate 82' | (2:1) | 26', 57' Steinmetz · 48' Joachim | Red Bull Arena, Salzburg Widzów: 6 600 Sędzia: Pavle Radovanović |

| 1224 lipca 2012 | Szachtior Karaganda | 1:1 (pd.) | Slovan Liberec |                                                                 |
| 14:00 CET       | Kukeyev 40'         | (1:0)     | 120' Blažek    | Stadion Szachtior, Karaganda Widzów: 15 000 Sędzia: Kenn Hansen |

| 1325 lipca 2012 | Dinamo Zagrzeb                 | 3:2   | Łudogorec Razgrad             |                                                       |
| 20:45 CET       | Rukavina 33', 60' · Vida 90+8' | (1:2) | 12' Gargorov · 36' Marcelinho | Maksimir, Zagrzeb Widzów: 17 524 Sędzia: Felix Zwayer |

| 1424 lipca 2012 | Zestaponi               | 2:2   | Neftçi PFK              |                                                                         |
| 19:00 CET       | Mudżiri 16' · Dwali 19' | (2:1) | 22' Wobay · 52' Sadiqov | Stadion Dawida Abaszidze, Zestaponi Widzów: 4 500 Sędzia: Artyom Kuchin |

| 1524 lipca 2012 | Sheriff Tyraspol | 1:0   | Ulis Erywań |                                                                 |
| 19:00 CET       | Samardžić 66'    | (0:0) |             | Stadion Sheriff, Tyraspol Widzów: 6 755 Sędzia: Vlado Glodjović |

| 1624 lipca 2012 | Partizan Belgrad              | 3:1   | Valletta FC |                                                                         |
| 20:45 CET       | Tomić 10', 67' · Mitrović 73' | (1:0) | 60' Mifsud  | Stadion Partizana, Belgrad Widzów: 8 754 Sędzia: Anastasios Sidiropulos |

| 1725 lipca 2012 | Śląsk Wrocław | 0:1   | Budućnost Podgorica |                                                                |
| 20:45 CET       |               | (0:1) | 15' Vukčević        | Stadion Miejski, Wrocław Widzów: 18 222 Sędzia: Michael Oliver |

## III runda kwalifikacyjna
Od tej rundy turniej kwalifikacyjny zostanie podzielony na 2 części – dla mistrzów i niemistrzów poszczególnych federacji:
- do startu w III rundzie kwalifikacyjnej dla mistrzów uprawnionych będzie 20 drużyn (w tym 17 zwycięzców II rundy), z czego 10 będzie rozstawionych;
- do startu w III rundzie kwalifikacyjnej dla niemistrzów uprawnionych będzie 8 drużyn, z czego 4 będą rozstawione.

Drużyny, które przegrają w tej rundzie, otrzymają prawo gry w rundzie play-off Ligi Europy UEFA.

## III runda kwalifikacyjna – kwalifikacje dla mistrzów
drużyny, które awansowały z II rundy kwalifikacyjnej
| Drużyny rozstawione | Drużyny rozstawione | Drużyny rozstawione         | Drużyny rozstawione |
| Drużyna             | Wsp.                | Drużyna                     | Wsp.                |
| ------------------- | ------------------- | --------------------------- | ------------------- |
| FC Basel            | 53,360              | Dinamo Zagrzeb              | 24,774              |
| RSC Anderlecht      | 48,480              | CFR Cluj                    | 18,764              |
| Celtic              | 32,728              | Hapoel Ironi Kirjat Szemona | 14,974              |
| BATE Borysów        | 29,641              | Partizan Belgrad            | 14,350              |
| F91 Dudelange       | 29,265              | Helsingborgs IF             | 12,680              |

| Drużyny nierozstawione | Drużyny nierozstawione | Drużyny nierozstawione | Drużyny nierozstawione |
| Drużyna                | Wsp.                   | Drużyna                | Wsp.                   |
| ---------------------- | ---------------------- | ---------------------- | ---------------------- |
| Sheriff Tyraspol       | 9,849                  | Śląsk Wrocław          | 5,483                  |
| Debreceni VSC          | 7,950                  | HJK Helsinki           | 5,326                  |
| NK Maribor             | 6,424                  | AEL Limassol           | 5,099                  |
| Molde FK               | 5,674                  | Ekranas Poniewież      | 4,875                  |
| Slovan Liberec         | 5,570                  | Neftçi PFK             | 4,733                  |

Wsp. – wartość współczynnika klubowego
Pogrubioną czcionką wyróżnione zespoły, które awansowały do kolejnej rundy.Pochyłą czcionką drużyny, które jeszcze nie wywalczyły awansu do tej fazy rozgrywek.
| Drużyna 1                            | Wynik dwumeczu | Drużyna 2         | Pierwszy mecz | Drugi mecz |
| ------------------------------------ | -------------- | ----------------- | ------------- | ---------- |
| NK Maribor                           | 5:1            | F91 Dudelange     | 4:1           | 1:0        |
| BATE Borysów                         | 3:1            | Debreceni VSC     | 1:1           | 2:0        |
| CFR Cluj                             | 3:1            | Slovan Liberec    | 1:0           | 2:1        |
| RSC Anderlecht                       | 11:0           | Ekranas Poniewież | 5:0           | 6:0        |
| Śląsk Wrocław                        | 1:6            | Helsingborgs IF   | 0:3           | 1:3        |
| Sheriff Tyraspol                     | 0:5            | Dinamo Zagrzeb    | 0:1           | 0:4        |
| Celtic                               | 4:1            | HJK Helsinki      | 2:1           | 2:0        |
| Molde FK                             | 1:2            | FC Basel          | 0:1           | 1:1        |
| Hapoel Ironi Kirjat Szemona          | 6:2            | Neftçi PFK        | 4:0           | 2:2        |
| AEL Limassol                         | 2:0            | Partizan Belgrad  | 1:0           | 1:0        |
| Po lewej gospodarz pierwszego meczu. |                |                   |               |            |

### Pierwsze mecze
| 11 sierpnia 2012 | NK Maribor                               | 4:1   | F91 Dudelange |                                                              |
| 20:00 CET        | Mezga 13', 47' · Tavares 38' · Berić 77' | (2:0) | Joachim 90+2' | Ljudski vrt, Maribor Widzów: 12 025 Sędzia: Aleksei Nikolaev |

| 21 sierpnia 2012 | BATE Borysów        | 1:1   | Debreceni VSC |                                                                         |
| 18:00 CET        | Sidibe 90+3' (sam.) | (0:0) | Sidibe 67'    | Stadion Miejski w Borysowie, Borysów Widzów: 5 170 Sędzia: Sascha Kever |

| 31 sierpnia 2012 | CFR Cluj      | 1:0   | Slovan Liberec |                                                                                     |
| 20:45 CET        | Cadú 53' (k.) | (0:0) |                | Stadion Dr. Constantin Rădulescu, Kluż-Napoka Widzów: 6 914 Sędzia: Bülent Yıldırım |

| 41 sierpnia 2012 | RSC Anderlecht                                             | 5:0   | Ekranas Poniewież |                                                                                 |
| 20:00 CET        | De Sutter 2' · Kanu 21' · Mbokani 41', 52' · Jovanović 87' | (3:0) |                   | Stade Constant Vanden Stock, Bruksela Widzów: 12 203 Sędzia: Kristinn Jakobsson |

| 51 sierpnia 2012 | Śląsk Wrocław | 0:3   | Helsingborgs IF                                   |                                                            |
| 20:45 CET        |               | (0:1) | Finnbogason 36' · C. Andersson 72' · Nordmark 85' | Stadion Miejski, Wrocław Widzów: 13 522 Sędzia: Ivan Bebek |

| 61 sierpnia 2012 | Sheriff Tyraspol | 0:1   | Dinamo Zagrzeb |                                                             |
| 19:00 CET        |                  | (0:1) | Beqiraj 14'    | Stadion Sheriff, Tyraspol Widzów: 8 315 Sędzia: Lee Probert |

| 71 sierpnia 2012 | Celtic                   | 2:1   | HJK Helsinki |                                                              |
| 20:45 CET        | Hooper 54' · Mulgrew 61' | (0:0) | Schüller 48' | Celtic Park, Glasgow Widzów: 52 849 Sędzia: Miroslav Zelinka |

| 81 sierpnia 2012 | Molde FK | 0:1   | FC Basel |                                                         |
| 19:00 CET        |          | (0:0) | Zoua 79' | Aker Stadion, Molde Widzów: 6 564 Sędzia: Fredy Fautrel |

| 91 sierpnia 2012 | Hapoel Ironi Kirjat Szemona                            | 4:0   | Neftçi PFK |                                                                |
| 18:30 CET        | Badasz 42' (k.) · Abu Chacira 52' · Gerzicich 70', 76' | (1:0) |            | Kiryat Eliezer Stadium, Hajfa Widzów: 2 520 Sędzia: Alan Kelly |

| 101 sierpnia 2012 | AEL Limassol | 1:0   | Partizan Belgrad |                                                                                |
| 19:45 CET         | Vouho 13'    | (1:0) |                  | Stadion Andonisa Papadopulosa, Larnaka Widzów: 6 940 Sędzia: Stanislav Todorov |

### Rewanże
| 18 sierpnia 2012 | F91 Dudelange | 0:1   | NK Maribor  |                                                                 |
| 17:00 CET        |               | (0:0) | Mertelj 79' | Stade Jos Nosbaum, Dudelange Widzów: 1 236 Sędzia: Duarte Gomes |

| 27 sierpnia 2012 | Debreceni VSC | 0:2   | BATE Borysów                  |                                                                 |
| 20:30 CET        |               | (0:1) | Mazaleuski 25' · Waładźko 59' | Városi Stadion, Nyíregyháza Widzów: 10 tys. Sędzia: Liran Liany |

| 38 sierpnia 2012 | Slovan Liberec | 1:2   | CFR Cluj                       |                                                              |
| 19:00 CET        | Šural 58'      | (0:0) | Kapetanos 45+1' · Sougou 90+4' | Stadion u Nisy, Liberec Widzów: 5 537 Sędzia: Serge Gumienny |

| 48 sierpnia 2012 | Ekranas Poniewież | 0:6   | RSC Anderlecht                                                                        |                                                   |
| 19:00 CET        |                   | (0:3) | Kljestan 9' · Praet 31' · Jakowenko 45+3' · De Sutter 47' · Molins 62' · Fernando 87' | Stadion LFF, Wilno Widzów: 600 Sędzia: Alon Yefet |

| 58 sierpnia 2012 | Helsingborgs IF     | 3:1   | Śląsk Wrocław |                                                          |
| 18:00 CET        | Sørum 43', 49', 68' | (1:1) | Díaz 31'      | Olympia, Helsingborg Widzów: 4 836 Sędzia: Deniz Aytekin |

| 68 sierpnia 2012 | Dinamo Zagrzeb                                | 4:0   | Sheriff Tyraspol |                                                           |
| 20:45 CET        | Vida 16' · Beqiraj 34' · Čop 78' · Ibáñez 87' | (2:0) |                  | Maksimir, Zagrzeb Widzów: 16 063 Sędzia: Leontios Trattou |

| 78 sierpnia 2012 | HJK Helsinki | 0:2   | Celtic                   |                                                                      |
| 19:00 CET        |              | (0:0) | Ledley 67' · Samaras 86' | Sonera Stadium, Helsinki Widzów: 10 700 Sędzia: Robert Schörgenhofer |

| 88 sierpnia 2012 | FC Basel     | 1:1   | Molde FK   |                                                                     |
| 20:00 CET        | D. Degen 75' | (0:1) | Berget 32' | St. Jakob-Park, Bazylea Widzów: 18 567 Sędzia: Vladislav Bezborodov |

| 98 sierpnia 2012 | Neftçi PFK                   | 2:2   | Hapoel Ironi Kirjat Szemona |                                                               |
| 18:00 CET        | Wobay 31' · Imamverdiyev 76' | (1:0) | Badasz 50' · Lencse 90+1'   | Dalğa Arena, Baku Widzów: 2 tys. Sędzia: Martin Strömbergsson |

| 108 sierpnia 2012 | Partizan Belgrad | 0:1   | AEL Limassol     |                                                                     |
| 20:45 CET         |                  | (0:1) | Dossa Júnior 23' | Stadion Partizana, Belgrad Widzów: 17 257 Sędzia: Carlos Clos Gómez |

## III runda kwalifikacyjna – kwalifikacje dla niemistrzów
| Drużyny rozstawione | Drużyny rozstawione | Drużyny rozstawione | Drużyny rozstawione |
| Drużyna             | Wsp.                | Drużyna             | Wsp.                |
| ------------------- | ------------------- | ------------------- | ------------------- |
| Dynamo Kijów        | 62,026              | FC Kopenhaga        | 46,505              |
| Panathinaikos AO    | 50,920              | Fenerbahçe SK       | 41,615              |

| Drużyny nierozstawione | Drużyny nierozstawione | Drużyny nierozstawione | Drużyny nierozstawione |
| Drużyna                | Wsp.                   | Drużyna                | Wsp.                   |
| ---------------------- | ---------------------- | ---------------------- | ---------------------- |
| Club Brugge            | 35,480                 | Feyenoord              | 12,603                 |
| FC Vaslui              | 13,764                 | Motherwell             | 6,728                  |

Wsp. – wartość współczynnika klubowego
Pogrubioną czcionką wyróżnione zespoły, które awansowały do kolejnej rundy.
| Drużyna 1                            | Wynik dwumeczu | Drużyna 2        | Pierwszy mecz | Drugi mecz |
| ------------------------------------ | -------------- | ---------------- | ------------- | ---------- |
| Fenerbahçe SK                        | 5:2            | FC Vaslui        | 1:1           | 4:1        |
| Motherwell                           | 0:5            | Panathinaikos AO | 0:2           | 0:3        |
| FC Kopenhaga                         | 3:2            | Club Brugge      | 0:0           | 3:2        |
| Dynamo Kijów                         | 3:1            | Feyenoord        | 2:1           | 1:0        |
| Po lewej gospodarz pierwszego meczu. |                |                  |               |            |

### Pierwsze mecze
| 11 sierpnia 2012 | Fenerbahçe SK | 1:1   | FC Vaslui |                                                                                |
| 20:45 CET        | İrtegün 90'   | (0:0) | Antal 75' | Fenerbahçe Şükrü Saracoğlu, Stambuł Widzów: 38 993 Sędzia: Antonio Mateu Lahoz |

| 231 lipca 2012 | Motherwell | 0:2   | Panathinaikos AO                   |                                                           |
| 20:45 CET      |            | (0:1) | Christodulopulos 14' · Mawrias 75' | Fir Park, Motherwell Widzów: 9 035 Sędzia: Pol van Boekel |

| 31 sierpnia 2012 | FC Kopenhaga | 0:0 | Club Brugge |                                                                      |
| 20:45 CET        |              |     |             | Parken Stadium, Kopenhaga Widzów: 14 023 Sędzia: Ovidiu Alin Hațegan |

| 431 lipca 2012 | Dynamo Kijów                  | 2:1   | Feyenoord   |                                                                           |
| 19:00 CET      | Immers 56' (sam.) · Ideye 69' | (3:0) | Schaken 49' | Stadion Olimpijski w Kijowie, Kijów Widzów: 53 612 Sędzia: Andre Marriner |

### Rewanże
| 18 sierpnia 2012 | FC Vaslui   | 1:4   | Fenerbahçe SK                          |                                                                      |
| 20:00 CET        | Niculae 14' | (1:1) | Erkin 12' · Kuijt 71', 76' · Sow 90+2' | Stadion Ceahlăul, Piatra Neamț Widzów: 11 005 Sędzia: Sergei Karasev |

| 28 sierpnia 2012 | Panathinaikos AO                                 | 3:0   | Motherwell |                                                                           |
| 20:45 CET        | Christodulopulos 51' · Mawrias 75' · Sissoko 83' | (0:0) |            | Stadion Olimpijski w Atenach, Ateny Widzów: 18 391 Sędzia: Stephan Studer |

| 38 sierpnia 2012 | Club Brugge             | 2:3   | FC Kopenhaga                               |                                                                        |
| 20:30 CET        | Jordi 24' · Odjidja 66' | (1:0) | Jørgensen 61' · Bolaños 78' · Santin 90+5' | Jan Breydel Stadion, Brugia Widzów: 17 899 Sędzia: Michael Koukoulakis |

| 47 sierpnia 2012 | Feyenoord | 0:1   | Dynamo Kijów |                                                           |
| 20:00 CET        |           | (0:0) | Ideye 90+6'  | De Kuip, Rotterdam Widzów: 45 tys. Sędzia: Antony Gautier |

## Runda play-off
W tej rundzie kwalifikacji utrzymany został podział na 2 części – dla mistrzów i niemistrzów poszczególnych federacji:
- do startu w rundzie play-off dla mistrzów uprawnionych będzie 10 drużyn (zwycięzców III rundy), z czego 5 będzie rozstawionych;
- do startu w rundzie play-off dla niemistrzów uprawnionych będzie 10 drużyn (w tym 4 zwycięzców III rundy), z czego 5 będzie rozstawionych.

Drużyny, które przegrają w tej rundzie, otrzymają prawo gry w fazie grupowej Ligi Europy UEFA.

## Runda play-off – kwalifikacje dla mistrzów
drużyny, które awansowały z III rundy kwalifikacyjnej
| Drużyny rozstawione | Drużyny rozstawione | Drużyny rozstawione | Drużyny rozstawione |
| Drużyna             | Wsp.                | Drużyna             | Wsp.                |
| ------------------- | ------------------- | ------------------- | ------------------- |
| FC Basel            | 53,360              | BATE Borysów        | 29,641              |
| RSC Anderlecht      | 48,480              | Dinamo Zagrzeb      | 24,774              |
| Celtic              | 32,728              |                     |                     |

| Drużyny nierozstawione | Drużyny nierozstawione | Drużyny nierozstawione      | Drużyny nierozstawione |
| Drużyna                | Wsp.                   | Drużyna                     | Wsp.                   |
| ---------------------- | ---------------------- | --------------------------- | ---------------------- |
| CFR Cluj               | 18,764                 | AEL Limassol                | 5,099                  |
| Helsingborgs IF        | 12,680                 | Hapoel Ironi Kirjat Szemona | 4,400                  |
| NK Maribor             | 6,424                  |                             |                        |

Wsp. – wartość współczynnika klubowego
Pogrubioną czcionką wyróżnione zespoły, które awansowały do fazy grupowej.
| Drużyna 1                            | Wynik dwumeczu | Drużyna 2                   | Pierwszy mecz | Drugi mecz |
| ------------------------------------ | -------------- | --------------------------- | ------------- | ---------- |
| FC Basel                             | 1:3            | CFR Cluj                    | 1:2           | 0:1        |
| Helsingborgs IF                      | 0:4            | Celtic                      | 0:2           | 0:2        |
| BATE Borysów                         | 3:1            | Hapoel Ironi Kirjat Szemona | 2:0           | 1:1        |
| AEL Limassol                         | 2:3            | RSC Anderlecht              | 2:1           | 0:2        |
| Dinamo Zagrzeb                       | 3:1            | NK Maribor                  | 2:1           | 1:0        |
| Po lewej gospodarz pierwszego meczu. |                |                             |               |            |

### Pierwsze mecze
| 121 sierpnia 2012 | FC Basel     | 1:2   | CFR Cluj        |                                                               |
| 20:45 CET         | Streller 44' | (1:0) | Sougou 66', 71' | St. Jakob-Park, Bazylea Widzów: 16 651 Sędzia: Jonas Eriksson |

| 221 sierpnia 2012 | Helsingborgs IF | 0:2   | Celtic                   |                                                                  |
| 20:45 CET         |                 | (0:1) | Commons 2' · Samaras 75' | Olympia, Helsingborg Widzów: 12 200 Sędzia: Olegário Benquerença |

| 322 sierpnia 2012 | BATE Borysów       | 2:0   | Hapoel Ironi Kirjat Szemona |                                                                |
| 20:45 CET         | Radzionau 29', 78' | (1:0) |                             | Stadion Dynama Mińsk, Mińsk Widzów: 16 352 Sędzia: Howard Webb |

| 422 sierpnia 2012 | AEL Limassol                      | 2:1   | RSC Anderlecht |                                                           |
| 20:45 CET         | Dossa Júnior 34' · Rui Miguel 72' | (1:0) | Mbokani 62'    | Stadion GSP, Nikozja Widzów: 10 456 Sędzia: Milorad Mažić |

| 522 sierpnia 2012 | Dinamo Zagrzeb       | 2:1   | NK Maribor        |                                                       |
| 20:45 CET         | Čop 10' · Badelj 74' | (1:1) | Badelj 39' (sam.) | Maksimir, Zagrzeb Widzów: 20 315 Sędzia: Cüneyt Çakır |

### Rewanże
| 129 sierpnia 2012 | CFR Cluj      | 1:0   | FC Basel |                                                                                      |
| 20:45 CET         | Kapetanos 20' | (1:0) |          | Stadion Dr. Constantin Rădulescu, Kluż-Napoka Widzów: 15 481 Sędzia: Gianluca Rocchi |

| 229 sierpnia 2012 | Celtic                   | 2:0   | Helsingborgs IF |                                                                     |
| 20:45 CET         | Hooper 30' · Wanyama 88' | (1:0) |                 | Celtic Park, Glasgow Widzów: 51 566 Sędzia: Carlos Velasco Carballo |

| 328 sierpnia 2012 | Hapoel Ironi Kirjat Szemona | 1:1   | BATE Borysów |                                                                  |
| 20:45 CET         | Lencse 67'                  | (0:0) | Paułau 90+4' | Stadion Ramat Gan, Ramat Gan Widzów: 3 106 Sędzia: Viktor Kassai |

| 428 sierpnia 2012 | RSC Anderlecht              | 2:0   | AEL Limassol |                                                                            |
| 20:45 CET         | Mbokani 81' · Jakowenko 89' | (0:0) |              | Stade Constant Vanden Stock, Bruksela Widzów: 18 174 Sędzia: Marcin Borski |

| 528 sierpnia 2012 | NK Maribor | 0:1   | Dinamo Zagrzeb |                                                                      |
| 20:45 CET         |            | (0:1) | Tonel 12'      | Ljudski vrt, Maribor Widzów: 12 400 Sędzia: David Fernández Borbalán |

## Runda play-off – kwalifikacje dla niemistrzów
drużyny, które awansowały z III rundy kwalifikacyjnej
| Drużyny rozstawione | Drużyny rozstawione | Drużyny rozstawione | Drużyny rozstawione |
| Drużyna             | Wsp.                | Drużyna             | Wsp.                |
| ------------------- | ------------------- | ------------------- | ------------------- |
| SC Braga            | 63,069              | FC Kopenhaga        | 46,505              |
| Dynamo Kijów        | 62,026              | Spartak Moskwa      | 46,066              |
| Panathinaikos AO    | 50,920              |                     |                     |

| Drużyny nierozstawione | Drużyny nierozstawione | Drużyny nierozstawione   | Drużyny nierozstawione |
| Drużyna                | Wsp.                   | Drużyna                  | Wsp.                   |
| ---------------------- | ---------------------- | ------------------------ | ---------------------- |
| Fenerbahçe SK          | 41,310                 | Málaga CF                | 16,837                 |
| Udinese                | 38,996                 | Borussia Mönchengladbach | 15,037                 |
| Lille OSC              | 38,835                 |                          |                        |

Wsp. – wartość współczynnika klubowego
Pogrubioną czcionką wyróżnione zespoły, które awansowały do kolejnej rundy.
| Drużyna 1                            | Wynik dwumeczu | Drużyna 2        | Pierwszy mecz | Drugi mecz   |
| ------------------------------------ | -------------- | ---------------- | ------------- | ------------ |
| SC Braga                             | 2:2 (k. 5:4)   | Udinese          | 1:1           | 1:1 (k. 5:4) |
| Spartak Moskwa                       | 3:2            | Fenerbahçe SK    | 2:1           | 1:1          |
| Málaga CF                            | 2:0            | Panathinaikos AO | 2:0           | 0:0          |
| Borussia Mönchengladbach             | 3:4            | Dynamo Kijów     | 1:3           | 2:1          |
| FC Kopenhaga                         | 1:2            | Lille OSC        | 1:0           | 0:2 (pd.)    |
| Po lewej gospodarz pierwszego meczu. |                |                  |               |              |

### Pierwsze mecze
| 122 sierpnia 2012 | SC Braga    | 1:1   | Udinese   |                                                                |
| 20:45 CET         | Ismaily 68' | (0:1) | Basta 23' | Estádio Municipal, Braga Widzów: 13 520 Sędzia: Wolfgang Stark |

| 221 sierpnia 2012 | Spartak Moskwa                | 2:1   | Fenerbahçe SK |                                                                |
| 18:00 CET         | Emenike 59' · D. Kombarow 69' | (0:0) | Kuijt 65'     | Stadion Łużniki, Moskwa Widzów: 31 600 Sędzia: Martin Atkinson |

| 322 sierpnia 2012 | Málaga CF                   | 2:0   | Panathinaikos AO |                                                                 |
| 20:45 CET         | Demichelis 17' · Eliseu 34' | (2:0) |                  | Estadio La Rosaleda, Malaga Widzów: 24 605 Sędzia: Tony Chapron |

| 421 sierpnia 2012 | Borussia Mönchengladbach | 1:3   | Dynamo Kijów                                       |                                                                     |
| 20:45 CET         | Ring 13'                 | (1:2) | Mychałyk 28' · Jarmołenko 36' · De Jong 81' (sam.) | Borussia-Park, Mönchengladbach Widzów: 45 075 Sędzia: Pedro Proença |

| 521 sierpnia 2012 | FC Kopenhaga | 1:0   | Lille OSC |                                                           |
| 20:45 CET         | Santin 38'   | (1:0) |           | Parken, Kopenhaga Widzów: 15 654 Sędzia: Marijo Strahonja |

### Rewanże
| 128 sierpnia 2012 | Udinese                                            | 1:1 (pd.)          | SC Braga                                        |                                                           |
| 20:45 CET         | Armero 25'                                         | (1:0, 1:1, k. 4:5) | Micael 72'                                      | Stadio Friuli, Udine Widzów: 19 560 Sędzia: Björn Kuipers |
| 20:45 CET         | · Domizzi · Pinzi · Maicosuel · Armero · Di Natale | Rzuty karne        | · Lima · Custódio · Éder · Paulo César · Micael | Stadio Friuli, Udine Widzów: 19 560 Sędzia: Björn Kuipers |

| 229 sierpnia 2012 | Fenerbahçe SK | 1:1   | Spartak Moskwa |                                                                        |
| 20:45 CET         | Sow 69'       | (0:1) | Ari 6'         | Fenerbahçe Şükrü Saracoğlu, Stambuł Widzów: 40 387 Sędzia: Felix Brych |

| 328 sierpnia 2012 | Panathinaikos AO | 0:0 | Málaga CF |                                                                             |
| 20:45 CET         |                  |     |           | Stadion Olimpijski w Atenach, Ateny Widzów: 27 719 Sędzia: Tom Harald Hagen |

| 429 sierpnia 2012 | Dynamo Kijów | 1:2   | Borussia Mönchengladbach           |                                                                          |
| 20:45 CET         | Ideye 88'    | (0:0) | Chaczeridi 70' (sam.) · Arango 78' | Stadion Olimpijski w Kijowie, Kijów Widzów: 66 872 Sędzia: Craig Thomson |

| 529 sierpnia 2012 | Lille OSC                | 2:0 (pd.)  | FC Kopenhaga |                                                                                      |
| 20:45 CET         | Digne 43' · De Melo 105' | (1:0, 1:0) |              | Grand Stade Lille Métropole, Villeneuve-d’Ascq Widzów: 42 977 Sędzia: Pavel Královec |